# Адарнасе II
Адарнасе II (* ადარნასე II, д/н —923) — цар Картлі у 888—923 роках. Стосовно цього правителя існує деяка плутанина у зв'язку з нумерацією. З номер «II» він значиться як куропалат Тао-Кларджеті, як «IV» — ерісмтавар Іберії, як «I» — цар Картлі. Втім, надалі, з огляду на значущість Тао-Кларджеті йшла нумерація царів Картлі й Грузії, рахуючи Адарнасе під номер «II».

## Життєпис
Походив з династії куропалатів Багратіоні. Син Давида I, ерісмтавара Тао-Кларджеті, куропалата. У 881 році його батька вбив стрийко Адарнасе — Наср. Втім за допомогою візантійців владу отримав Гурген, стриєчний брат Адарнасе.
У 888 році за підтримки Ашота I, царя Вірменії, зумів зайняти трон Тао-Кларджеті. Водночас став претендувати на царський титул, який його надано в Мцхеті. Але це було суто символічним. Водночас почалася війна проти куропалата Гургена I, яка завершилася поразкою останнього. Але Візантія не визнала Адарнасе II царем, надавши тому титул куропалата. Разом з тим у 890 році допоміг Смбату I зміцнитися на троні Вірменії.
В союзі з вірменським царем успішно діяв проти арабських намісників та емірів. Зрештою у 899 році царський титул Адарнасе II було визнано Вірменією. У 904 році в союзі з Вірменією завдав поразки абхазькому цареві Костянтину III, завдяки чому було захоплено область Шида-Картлі. Але внаслідок того, що Смбат I відпустив полоненого Костянтина III, Адарнасе II виступив проти Вірменії. Це призвело до послаблення держави Адарнасе II, внаслідок чого було втрачено Шиду-Картлі, а володіння царя зменшилися до Тао-Кларджеті.
Протягом 910-х років боровся проти Саджидів. Помер у 923 році, йому спадкував син Давид II.

## Родина
- Давид II, цар у 923—937 ках
- Ашот, еріставі Тао-Кларджеті у 923/937—954 оках
- Сумбат, еріставі 954—958 років
- Баграт
- донька, дружина Костянтина III, царя Абхазії
- донька, дружина спарапета Аббаса Вірменського